# Horololo
«Horololo» es una canción grabada por EXO-CBX, subunidad de EXO, lanzado el 9 de mayo de 2018 por Avex Trax como sencillo principal del álbum de estudio japonés, Magic.

## Composición
La canción se describe como una canción «con ritmos y sintetizadores extravagantes que se superponen durante el coro y, además, hay fragmentos de rap suavemente cantados. Es festivo y dinámico, con un sonido divertido con el que EXO-CBX se ha distinguido en el pasado».

## Vídeo musical
El videoclip presenta a Chen, Baekhyun y Xiumin como detectives mientras cantan y bailan la coreografía del sencillo. En cuanto a la vestimenta, el trío alterna entre disfraces sencillos y casuales mientras miran a la cámara con looks dramáticos. El vídeo, al igual que la canción en sí, termina con una nota lúdica: después de que el trío canta el título de la canción aparentemente final, Baekhyun deja escapar una risita y declara «it ain't over yet» («esto aún no ha terminado») antes de regresar con una repetición más brillante del título.

## Promoción
El trío interpretó la canción durante la gira EXO-CBX Magical Circus Tour 2018.

## Posicionamiento en listas
| Lista (2018)          | Mejor posición |
| --------------------- | -------------- |
| Japón (Japan Hot 100) | 100            |